# Distretto di Taki
Il distretto di Taki (多気郡?, Taki-gun) è uno dei distretti della prefettura di Mie, in Giappone.
Attualmente fanno parte del distretto i comuni di Meiwa, Ōdai e Taki.
| Controllo di autorità | VIAF (EN) 251761650 · NDL (EN, JA) 00390581 |